# Spoorlijn 268A
Spoorlijn 268A was een Belgische industrielijn in Charleroi. De lijn liep van Monceau via Marchienne-au-Pont naar Fosse 2 en was 2,6 km lang. Na opbraak van de lijn is het nummer 268A administratief overgegaan naar lijn 268B

## Aansluitingen
In de volgende plaatsen is of was er een aansluiting op de volgende spoorlijnen:
Monceau
Spoorlijn 260 tussen Monceau en Charleroi-West
Spoorlijn 260A tussen Monceau en Amercoeur